# Nikolaj Krymov
Nikolaj Petrovitsj Krymov (Russisch: Николай Петрович Крымов) (Moskou, 3 mei 1884 - aldaar, 6 mei 1958) was een Russisch kunstschilder. Hij was een vertegenwoordiger van het Russisch symbolisme.

## Biografie
Krymov ging in de leer bij zijn vader, de portretschilder Pjotr Krymov, om vervolgens te studeren aan de School voor Schilderkunst, Beeldhouwkunst en Architectuur van Moskou (1904-1911). Daar vervoegde hij de kunstenaarskring van symbolisten, De Blauwe Roos. In 1910 werd hij lid van de Unie van Russische Schilders. Hij liet zich inspireren door de natuur van Midden-Rusland en door kindertekeningen.
Krymov nam deel aan de tentoonstellingen De Kroon (Moskou, 1907-1908), Het Gulden Vlies (Moskou, 1908, 1909, 1910) en aan de Wereldtentoonstelling van 1911 in Italië.
Werken van Nikolai Krymov bevinden zich in de collecties van het Tretjakovmuseum in Moskou, het Russisch Museum in Sint-Petersburg en het Museum voor Schone Kunsten van de Republiek Tatarstan.

## Galerij

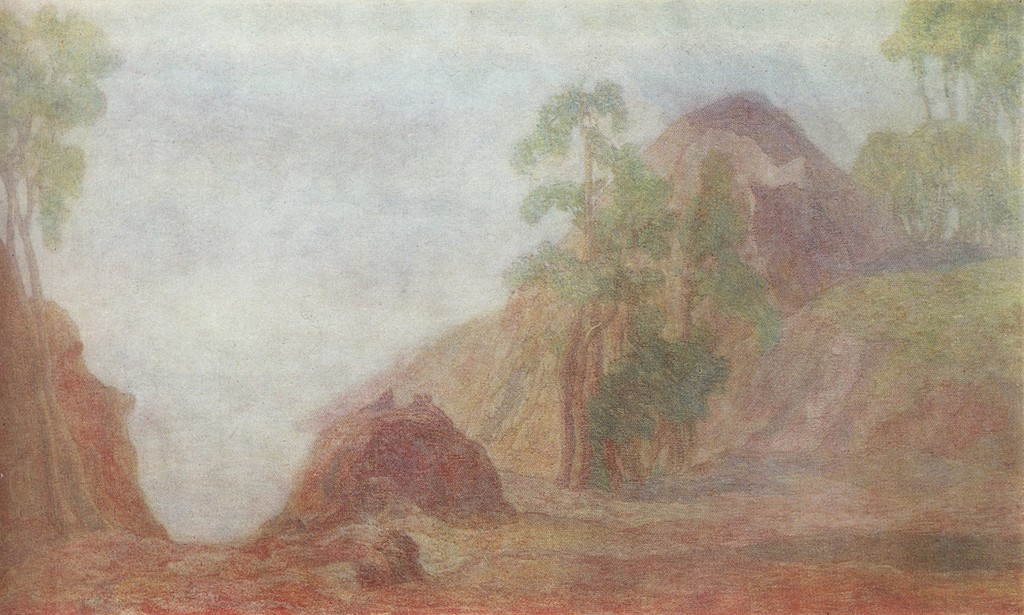
Dennen en rotsen, 1907
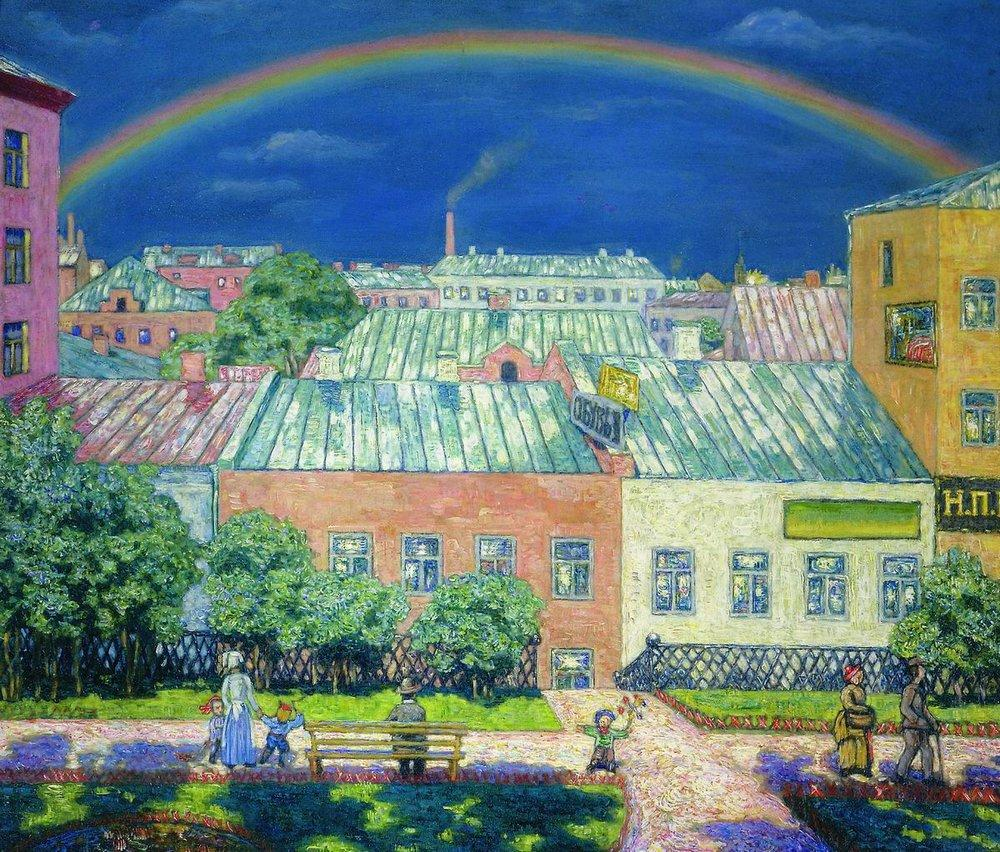
Moskovitisch landschap. Regenboog, 1908

- Gemeinsame Normdatei: 119037912
- International Standard Name Identifier: 0000 0001 2208 9083
- Library of Congress Control Number: n85123768
- Nationale Bibliotheek van Letland: 000174341
- Nationale Bibliotheek van Tsjechië: js2010614512
- RKD-Nederlands Instituut voor Kunstgeschiedenis: 46471
- Système universitaire de documentation: 149213220
- Union List of Artist Names: 500124424
- Virtual International Authority File: 13108913
- WorldCat: E39PBJjXfxwwWtfx8MXwpJ3qQq